# Дернбург, Бернхард
Бе́рнхард Де́рнбург (нем. Bernhard Dernburg; 17 июня 1865, Дармштадт — 14 октября 1937, Берлин) — немецкий политик и банкир.

## Биография
Бернхард Дернбург — сын публициста и политика Фридриха Дернбурга, состоявшего в Национал-либеральной партии. Проработав в нескольких банках, в том числе Deutsche Bank, Дернбург в 1889 году был назначен директором Немецкого трастового общества. В 1901 году перешёл на должность члена правления в Дармштадтский банк торговли и индустрии.
Дернбург рано получил славу специалиста в области санирования. В 1901 году вместе с Гуго Стиннесом Дернбург учредил на основе нескольких неприбыльных предприятий «Германо-Люксембургское горное и металлургическое акционерное общество», которое вскоре стало одним из крупнейших и быстро развивавшихся немецких горнопромышленных концернов. Дернбург занимал пост члена наблюдательного совета многих предприятий тяжёлой промышленности.
В 1902 году Дернбург возглавил процесс преобразования кёльнской шоколадной фабрики братьев Штольверков в семейное акционерное общество Gebrüder Stollwerck AG. Благодаря опыту работы с привилегированными акциями, накопленному Дернбургом в США, такие акции были введены в компании Stollwerck. Дармштадтский банк Дернбурга принял на себя функции управляющего консорциумом, а Дернбург получил место в наблюдательном совете компании.
В 1906 году Дернбург занялся политикой, поначалу в качестве уполномоченного Пруссии в бундесрате Германской империи. В 1907 году Дернбург занял должность статс-секретаря в Имперском колониальном ведомстве. С именем Дернбурга связан реформаторский курс в германской колониальной политике. По словам Дернбурга, колонизацию следовало вести с помощью средств существования, а не разрушения. Колониальная экономика должна базироваться на миссионерах, врачах, железных дорогах и науке, а не на компаниях, торгующих алкоголем и оружием. Тем не менее, целью этого развития заморской экономики по-прежнему оставалась максимально возможная эксплуатация местной рабочей силы.
Дернбург первым из колониальных чиновников такого ранга ознакомился с проблемами колоний на местах. В 1907 году он побывал в Германской Восточной Африке и в 1908 году объехал английскую Южную Африку и Германскую Юго-Западную Африку.
После Первой мировой войны Дернбург участвовал в создании Немецкой демократической партии и вошёл в состав её правления. В 1919—1920 годах Бернхард Дернбург являлся делегатом Веймарского учредительного собрания. С 17 апреля по 20 июня 1919 года Дернбург занимал должность рейхсминистра финансов и вице-канцлера Германской империи в правительстве Филиппа Шейдемана.
В 1920—1930 годах Дернбург избирался депутатом рейхстага он НДП. Похоронен на Груневальдском кладбище.

## Публикации
- Koloniale Finanzprobleme, 1907
- Koloniale Lehrjahre, 1907
- Südwestafrikanische Eindrücke, 1909
- Industrielle Fortschritte in den Kolonien, 1909
- Der Reichstag und die Kolonien. Reichstagsrede, Berlin, 29. November